# ریچارد اودانل
ریچارد اودانل (انگلیسی: Richard O'Donnell؛ زادهٔ ۱۲ سپتامبر ۱۹۸۸) بازیکن فوتبال اهل بریتانیا است.
از باشگاه‌هایی که در آن بازی کرده است می‌توان به باشگاه فوتبال مکلسفیلد تاون، باشگاه فوتبال شفیلد ونزدی، باشگاه فوتبال آلفرتون تاون، باشگاه فوتبال روترهام یونایتد، باشگاه فوتبال والسال، باشگاه فوتبال گریمزبی تاون، باشگاه فوتبال باکستون، باشگاه فوتبال استوک‌پورت کانتی، باشگاه فوتبال ویگان اتلتیک، باشگاه فوتبال یورک سیتی، باشگاه فوتبال اولدهام اتلتیک، باشگاه فوتبال بریستول سیتی، باشگاه فوتبال برادفورد سیتی، باشگاه فوتبال چسترفیلد، و باشگاه فوتبال نورث‌همپتون تاون اشاره کرد.